# Реп (Словенська Бистриця)
Реп (словен. Rep) — поселення в общині Словенська Бистриця, Подравський регіон‎, Словенія.